# Jindřich II. z Plavna
Jindřich II. z Plavna (německy Heinrich II. von Plauen známý jako Heinrich der Böhme – Jindřich Čech, * 13. století, † 1302) byl nejstarší syn Jindřicha I., plavenského fojta a jeho manželky, rozené hraběnky z Eversteinu.

## Život
Jindřich II. je poprvé zmiňován roku 1275. V roce 1289 byl povýšen do rytířského stavu. Ve sporu mezi králem Adolfem Nasavským a Wettiny zůstal Jindřich i se svým otcem na straně krále a 15. prosince 1294, v době, kdy falckrabě Rudolf Rýnský se svým praporem obléhal všechny fojtské linie, se nacházel v královském ležení u Borny. Roku 1296 byl Jindřich II. společně s purkrabím Albertem z Leisnigu ustaven správcem pevnosti Freyburg na Unstrutu, kterou král dal do zástavy biskupovi naumburskému.
V roce 1301 král Albrecht I. jmenoval Jindřicha hejtmanem chebského kraje. Poslední písemná zmínka o Jindřichovi společně s jeho otcem a jeho synem je v listině z 23. dubna 1302. Jindřich II. musel zemřít krátce poté, neboť v jiné listině z 24. srpna 1302, v níž byla potvrzena klášteru Cronschwitz koupě statků v obci Daßlitz severně od Greiz, je zmíněn pouze jeho otec Jindřich I., plavenský fojt, a jeho syn Jindřich III., zvaný ze Seebergu, a taktéž jeho synovec Jindřich II. z Reußu.
Své přízvisko "Böhme" získal díky své manželce Kateřině z rodu pánů z Rýzmburka, u níž je známo pouze datum úmrtí, 2. prosince 1333.